# マルテン・ファン・ファルケンボルフ
マルテン・ファン・ファルケンボルフ（Marten van Valckenborch、姓はValckenborgや Valckenburghとも、1535年頃 - 1612年）はフランドル生まれの画家で、多くの画家を出したファン・ファルケンボルフ一族の一人である。聖書の物語を題材にした風景画を描いたが肖像画も描いた。フランクフルトなどで活動した。同時代にメヘレン生まれの同名の画家（Marten van Valckenborch II、1566年以前生まれ-1597年）がいるので「Marten van Valckenborch de Oude（年長のマルテン・ファン・ファルケンボルフ）」と呼ばれることもある。

## 略歴
ルーヴェンで生まれた。弟に画家のルーカス・ファン・ファルケンボルフ(Lucas van Valckenborch:c.1535-1597)がいる。1559年8月ににメヘレンの聖ルカ組合に登録され、1563年にはハイスブレヒト・ヤスペルス(Gysbrecht Jaspers)という弟子を取ったことが記録されている。ネーデルランドの画家の伝記を出版したカレル・ファン・マンデル(1548-1606)によれば、当時メヘレンでは風景画が盛んに描かれていて、ファン・ファルケンボルフもメヘレンで学んだとされる。
ファン・ファルケンボルフの活動の記録は、1559年から1563年の間はメヘレン、1565年にアントウェルペン、1566年から1573年はドイツのアーヘンで活動し、1584年と1585年にアントウェルペンに戻った後、1586年から1612年に亡くなるまでフランクフルト・アム・マインでで活動した。
1560年代後半にカルヴァン派の武装蜂起「Beeldenstorm(偶像破壊)」の失敗とそれに対する弾圧のために、家族や弟とフランドルを離れ、ドイツに移った。アーヘンで娘が教会の内部を描くのを得意とする画家、ヘンドリック・ファン・ステーンワイク(Hendrik van Steenwijck I:c.1550–1603)と結婚した。八十年戦争の戦況の推移によって一旦、アントウェルペンに戻るが、1886年のアントウェルペン陥落によってフランクフルトに永住することになった。 1586年7月に義理の息子のファン・ステーンワイクとともにフランクフルトの市民権を得た。フランクフルトに工房を開き、1593年からはオーストリアで働ていた弟のルーカス・ファン・ファルケンボルフもフランクフルトで働くようになった。
息子の、フレデリク(Frederik van Valckenborch: 1566-1623)やヒリス(Gillis van Valckenborch: 1570–1622)も画家になった。
聖書のエピソードを題材にした風景画を描き、「バベルの塔」を何度か題材にした。

## 作品

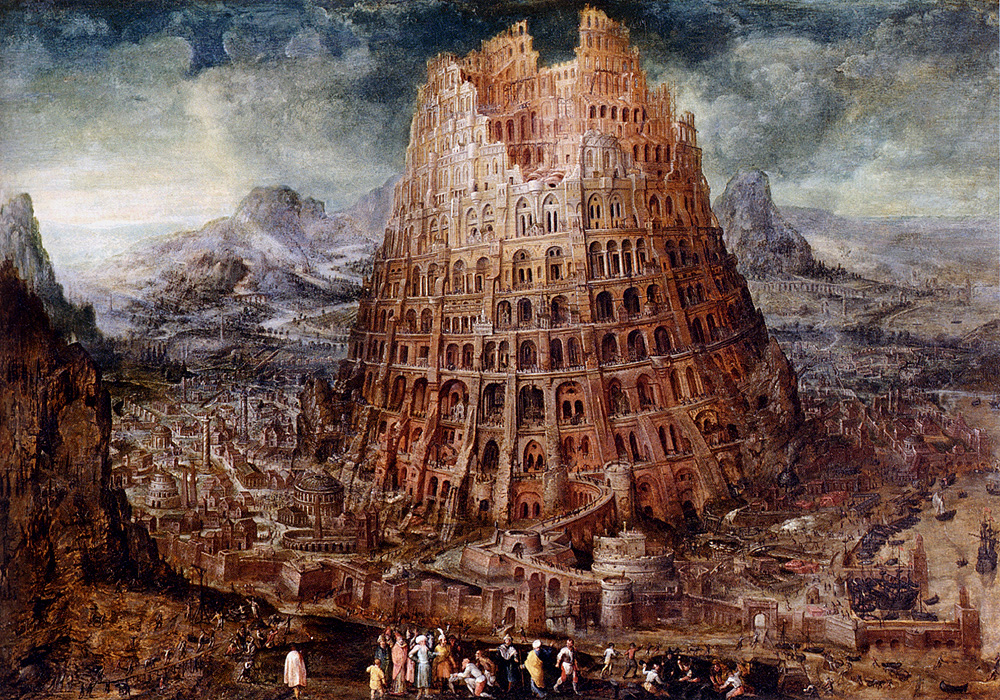
「バベルの塔」(c.1600)、個人蔵
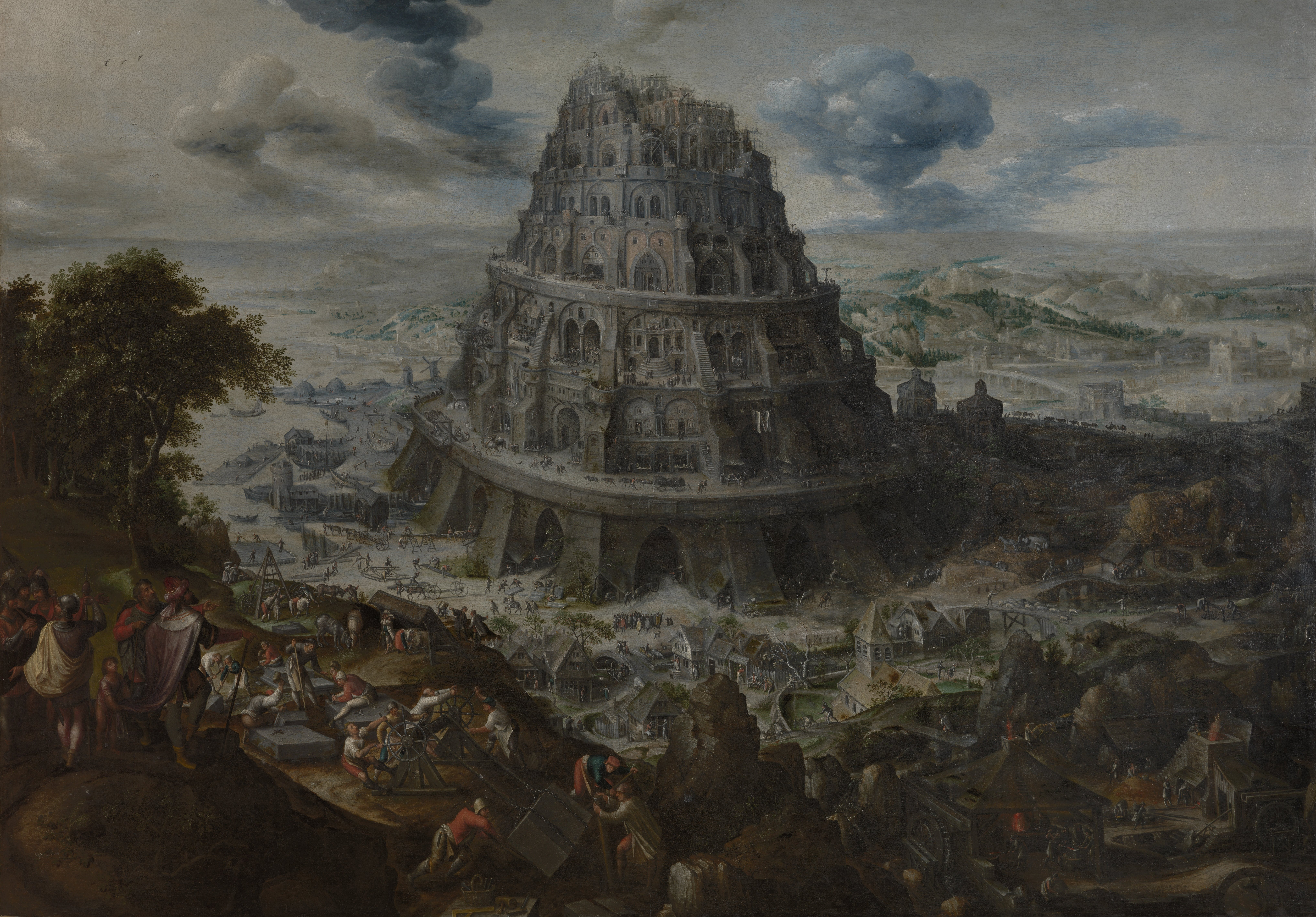
「バベルの塔」(c.1597)
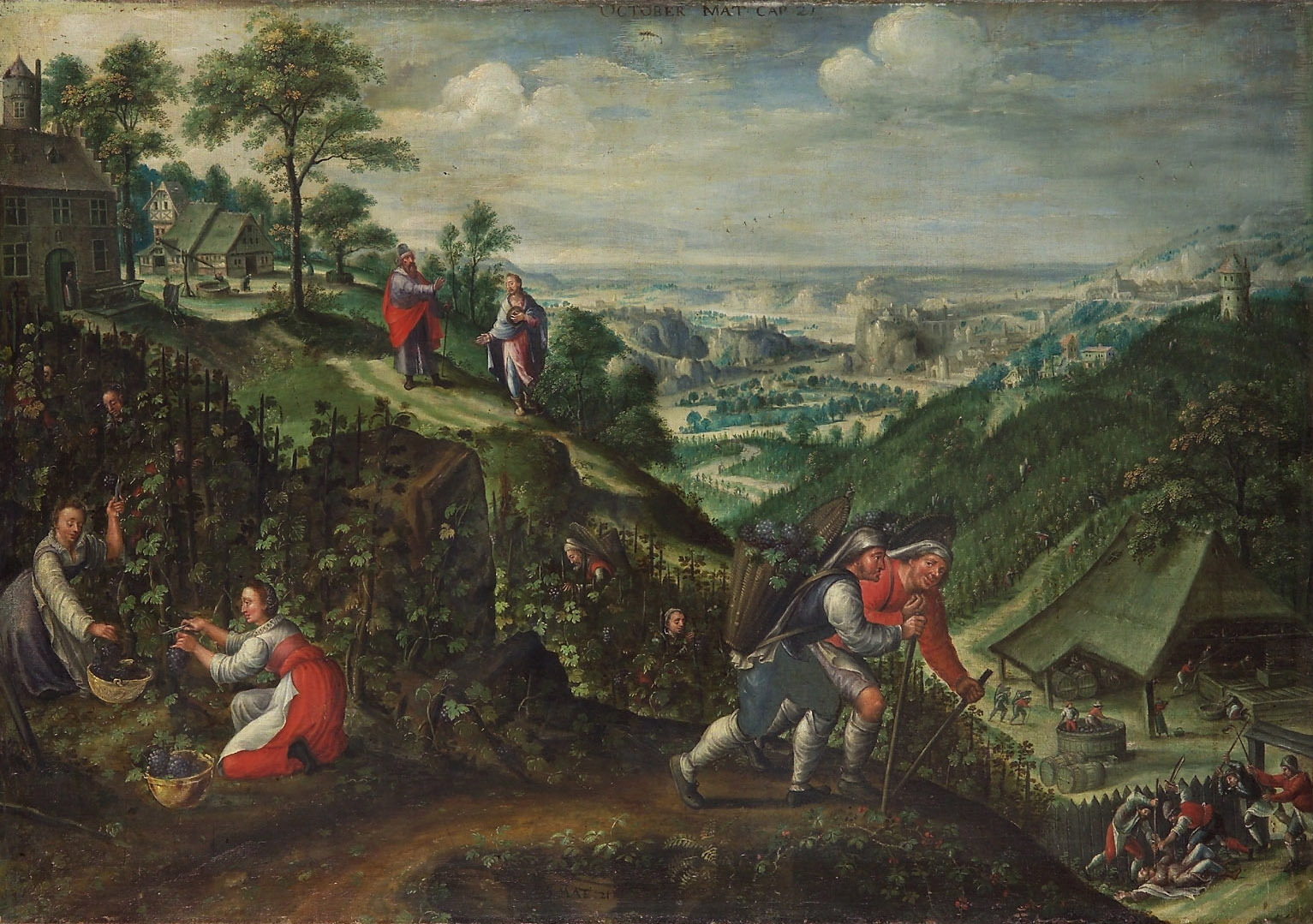
Gleichnis von den bösen Winzern
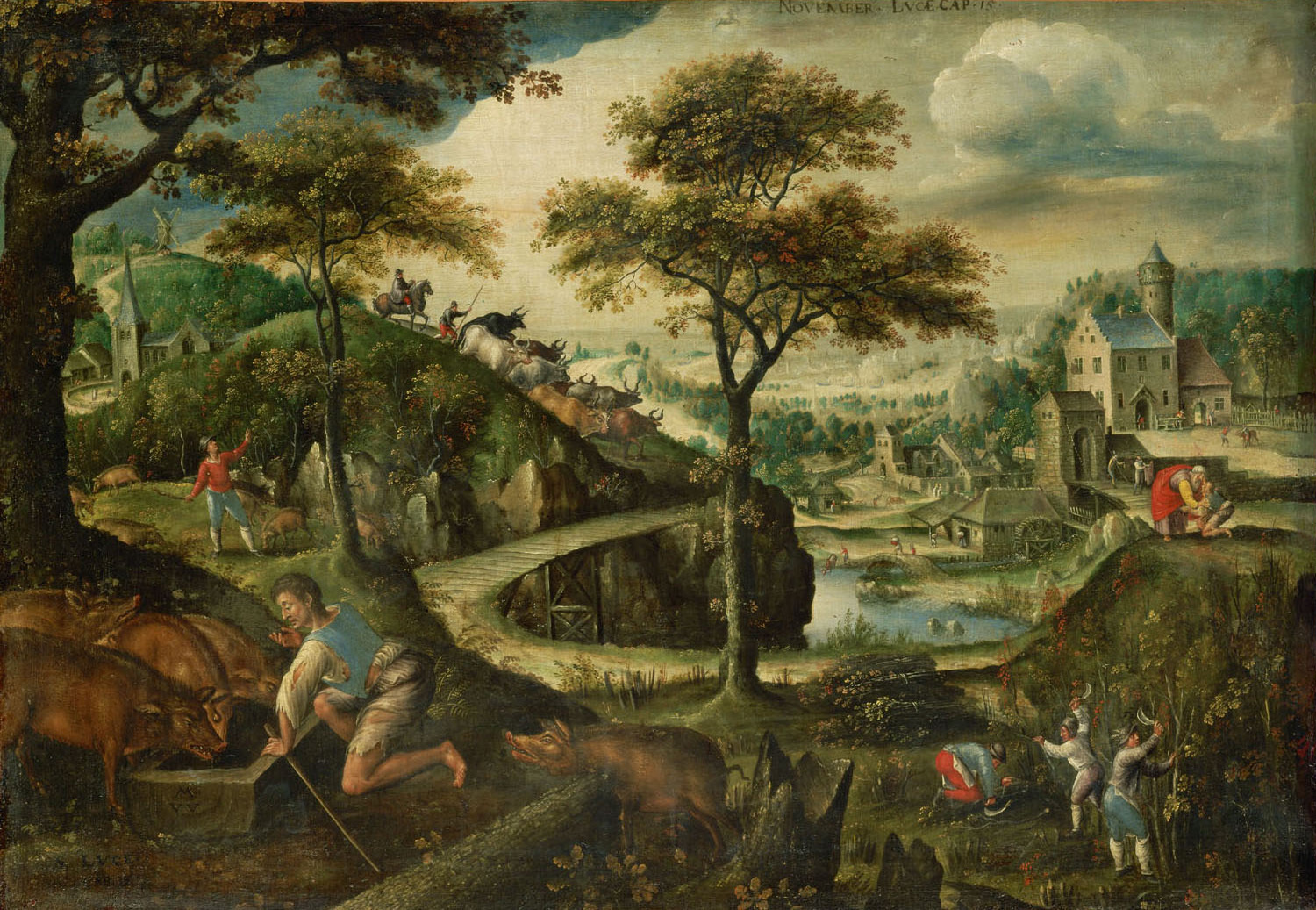
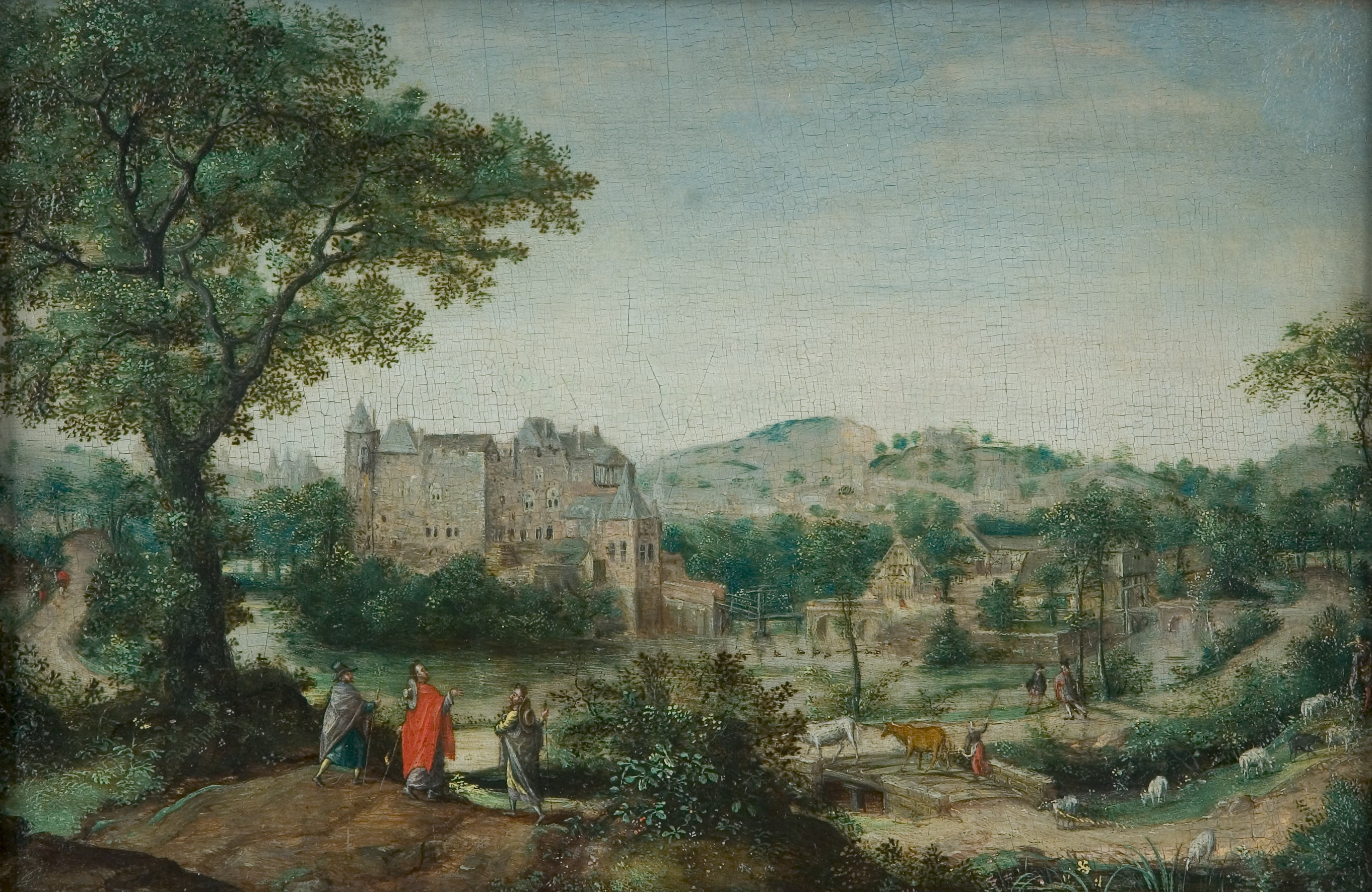
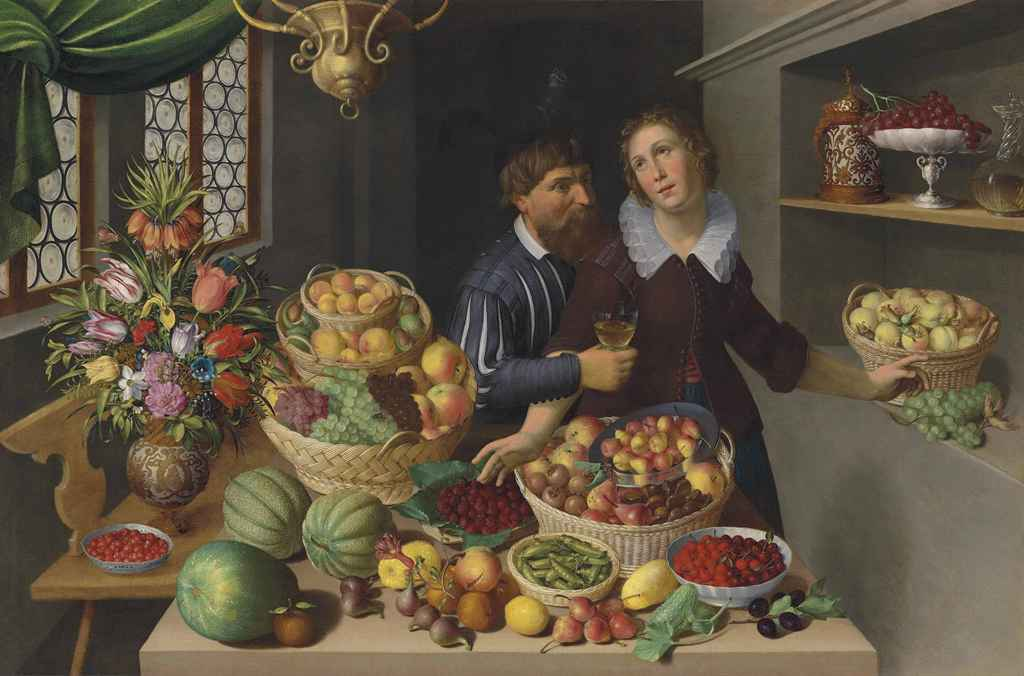
ゲオルク・フレーゲルと共作の作品